# Wilhelm Christiaan Constant Bleckmann

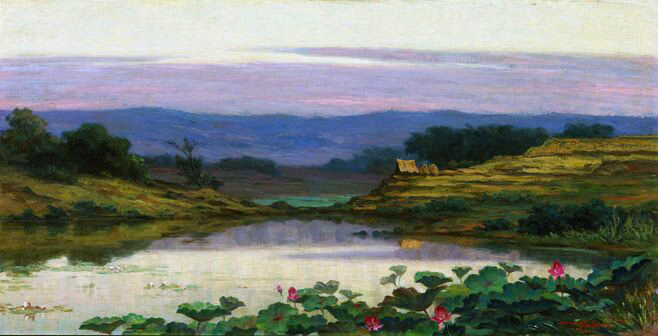
See in indonesischer Landschaft (W.C.C. Bleckmann)

Wilhelm Christiaan Constant Bleckmann (* 14. Februar 1853 in Batavia, Niederländisch-Indien; † 9. April 1942 in Den Haag) war ein niederländischer Kunstmaler, Illustrator und Zeichner.

## Leben
Bleckmann entstammt einer alten, ursprünglich bergischen Familie und wurde in Batavia, der Hauptstadt von Niederländisch-Indien und der heutigen indonesischen Hauptstadt Jakarta, geboren. Von 1877 bis 1880 studierte Bleckmann an der Reichsakademie der Bildenden Künste in Amsterdam, unter anderem bei August Allebé und Barend Wijnveld. Von 1880 bis 1889 arbeitete Bleckmann als Zeichenlehrer am König-Wilhelm-III.-Gymnasium in Batavia. Nach Aufenthalten auf Java und in Arnhem verlegte Bleckmann seinen Schaffensschwerpunkt ab 1899 nach Den Haag.
Bleckmann war mit Elisabeth Françoise Last (1853–1936) verheiratet. Die gemeinsame Tochter, die Malerin Elisabeth Françoise „Tjieke“ Roelofs-Bleckmann (1877–1976), heiratete den Maler Albert Roelofs.

## Werk
Bleckmanns Werke sind dem Impressionismus zuzuordnen. Thematisch befasste er sich vor allem mit Porträts, niederländischen, indischen und indonesischen Landschaften, Blumenzwiebelfeldern, Stillleben sowie Stadt- und Dorfansichten.

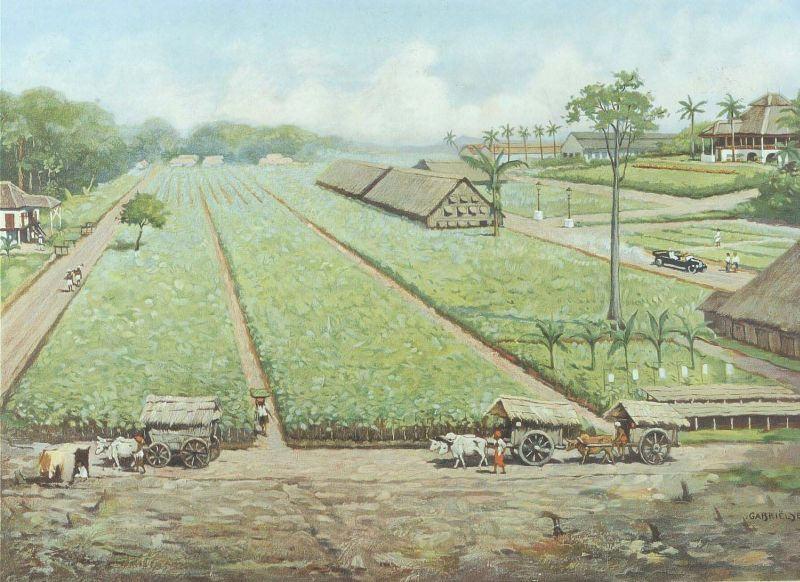
Tabakplantage in Deli, Sumatra
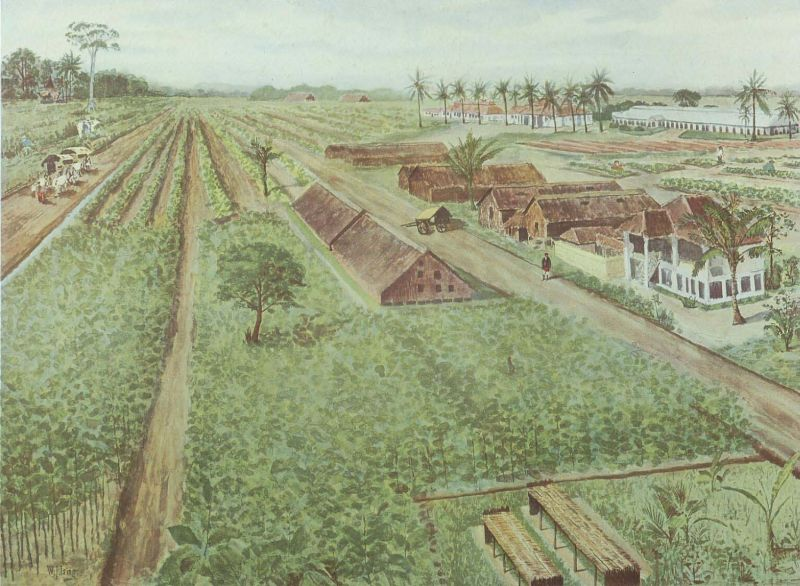
Tabakplantage in Deli, Sumatra (II)
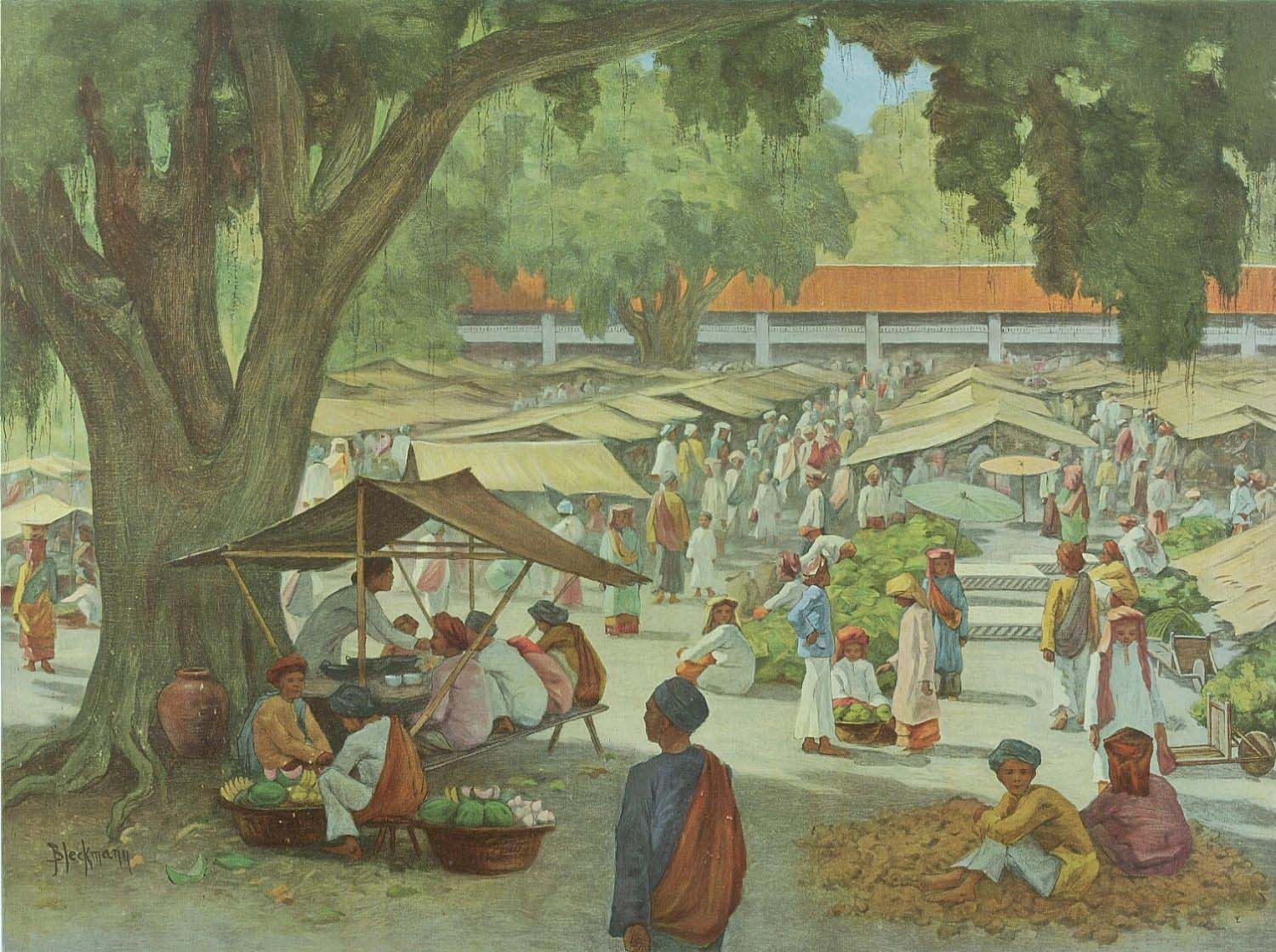
Marktszene in Indonesien